# Celtic Cup 2018-19
La Celtic Cup 2018-19 fue la primera edición del torneo de rugby para equipos de Gales e Irlanda.

## Sistema de disputa
Cada equipo disputó seis partidos frente a sus rivales de grupo, tres en condición de local y tres de visita, posteriormente los dos equipos ganadores de grupo clasificaron a la final.

## Fase regular

### Conferencia Irlanda
|  | Finalista. |

| Pos. | Equipo          | Encuentros | Encuentros | Encuentros | Encuentros | Tantos | Tantos | Tantos | PB | PB | Puntos |
| Pos. | Equipo          | PJ         | PG         | PE         | PP         | F      | C      | Dif    | BO | BD | Puntos |
| ---- | --------------- | ---------- | ---------- | ---------- | ---------- | ------ | ------ | ------ | -- | -- | ------ |
| 1.º  | Leinster A      | 6          | 6          | 0          | 0          | 263    | 109    | +154   | 5  | 0  | 29     |
| 2.º  | Munster A       | 6          | 5          | 0          | 1          | 208    | 147    | +61    | 4  | 0  | 24     |
| 3.º  | Ulster Ravens   | 6          | 4          | 0          | 2          | 165    | 141    | +24    | 3  | 0  | 19     |
| 4.º  | Connacht Eagles | 6          | 0          | 0          | 6          | 119    | 214    | -95    | 2  | 1  | 3      |

### Conferencia Gales
| Pos. | Equipo              | Encuentros | Encuentros | Encuentros | Encuentros | Tantos | Tantos | Tantos | PB | PB | Puntos |
| Pos. | Equipo              | PJ         | PG         | PE         | PP         | F      | C      | Dif    | BO | BD | Puntos |
| ---- | ------------------- | ---------- | ---------- | ---------- | ---------- | ------ | ------ | ------ | -- | -- | ------ |
| 1.º  | Scarlets A          | 6          | 3          | 0          | 3          | 213    | 143    | +70    | 5  | 2  | 19     |
| 2.º  | Cardiff Blues A     | 6          | 3          | 0          | 3          | 150    | 147    | +3     | 4  | 2  | 18     |
| 3.º  | Ospreys Development | 6          | 2          | 0          | 4          | 118    | 244    | -126   | 2  | 0  | 10     |
| 4.º  | Dragons U23         | 6          | 1          | 0          | 5          | 151    | 242    | -91    | 2  | 0  | 6      |

## Final
| 21 de octubre de 2018 | Leinster A | 15 - 8 | Scarlets A |  |  |

| Bandera de Irlanda |
| Campeón Leinster A |
| Primer título      |